# Línea SE855 (EMT Madrid)
El Servicio Especial (S.E.) codificado como SE855 de la EMT de Madrid unía la Caja Mágica con Atocha las noches del 1 al 3 de septiembre de 2023.

## Características
Esta línea unía, con parada intermedia de descenso en Legazpi, la Caja Mágica con Atocha para facilitar los desplazamientos de vuelta desde el Coca-Cola Music Experience.

### Frecuencias
Al compartir su itinerario con la línea 180 hasta Legazpi, hubo salidas cada 5 minutos desde las 23ː30 hasta la 1ː30 de la madrugada, durante las dos noches del evento.

## Paradas
| Código | Parada             | Coincidente con | Conexiones con Metro y Cercanías |
| ------ | ------------------ | --------------- | -------------------------------- |
| 3740   | Caja Mágica        | T32             |                                  |
| 1171   | Legazpi            | 19              | Legazpi                          |
| 5853   | ESTACIÓN DE ATOCHA | 19 59 102 N803  | Atocha                           |